# 리오 오스쿠로
《리오 오스쿠로》(스페인어: Río Oscuro)는 2019년 방영된 칠레의 텔레노벨라이다.